# 华阳国志
《华阳国志》，又名《華陽國記》，是一部专门记述古代中国西南地区地方历史、地理、人物等的地方志著作，由东晋常璩撰写於晉穆帝永和四年至永和十年（348—354年）。全书共约11万字。洪亮吉认为，此书与《越绝书》是中国现存最早的地方志。

## 内容
《华阳国志》原作《华阳国记》。“华阳”一名，最早见于《尚书·禹贡》：“华阳黑水为梁州。”意思是说梁州北至华山之阳，西至黑水之滨。常璩在《华阳国志·序志》中说：“唯天有汉，鉴亦有光。实司群望，表我华阳。”注释说将汉水作为华阳地区的标志。
《华阳国志》全书十二卷，约十一万字。全书内容，大体由三部分组成：一至四卷主要记载巴、蜀、汉中、南中各郡的历史、地理，其中也记载了这一地区的政治史、民族史、军事史等，但以记地理为主，其类似于“正史”中的地理志；五至九卷以编年体的形式记述了割据巴蜀的公孙述、刘焉刘璋父子、刘备刘禅父子和李氏成汉四个割据政权以及西晋统一时期的历史，这一部分略似“正史”中的本纪；十至十二卷记载了梁、益、宁三州从西汉到东晋初年的“贤士列女”，这部分相当于“正史”中的列传。
刘琳在《华阳国志校注·前言》里指出：“从内容来说，是历史、地理、人物三结合；从体裁来说，是地理志、编年史、人物传三结合。”常璩将历史、地理、政治、人物、民族、经济、人文等综合在一部书中，这点无论是从体例上还是内容上，都具备了方志的性质，但又明显区别于传统方志只偏重于记载某一地区的特点，这种区别，正是常璩之《华阳国志》在中国方志史上的一个伟大创举，也是《华阳国志》千百年来能挺拔于方志之林并成为方志之鼻祖的主要原因之一。
《华阳国志》自成书以来，受到历代学者的高度评价和推崇。唐代著名史评家刘知几在《史通·杂述》中说：“郡书者，矜其乡贤，美其邦族。施于本国，颇得流行；至于他方，罕闻爱异。其如常璩之详审……而能传诸不朽，见美来裔者，盖无几焉。”
北宋学者吕大防在《华阳国志·序》中也说：“蜀记之可观，未有过于此者。”徐广的《晋记》，范晔的《后汉书》，裴松之的《三国志注》，刘昭的《续汉志注》，李膺的《益州记》，郦道元的《水经注》，贾思勰的《齐民要术》，唐初修的《晋书》以及司马光的《资治通鉴》等，都大量取材于《华阳国志》。
当代人对于古代西南的研究，都把《华阳国志》作为重要的史料。尤其是攥写四川、重庆、云南、贵州等地方的史志，更是离不开《华阳国志》。
综上所述，《华阳国志》为研究古代西南史方面提供了重要的史料价值，尤其是对于古代西南地区政治、经济、历史、地理、物产资源、生态、民族、文化等多方面的记载，这些对于今人研究西南社会发展、探究西南经济发展规律等诸多研究领域提供了重要历史依据，具有很大的参考价值。

## 章节
- 卷一　　巴志
- 卷二　　汉中志
- 卷三　　蜀志
- 卷四　　南中志
- 卷五　　公孙述刘二牧志（公孫述，劉焉、劉璋）
- 卷六　　刘先主志
- 卷七　　刘后主志
- 卷八　　大同志（晉吳對峙至西晉統一時期）
- 卷九　　李特雄期寿势志（成漢）
- 卷十　　先贤士女总赞论（晉以前的賢人，分上、中、下三篇）
- 卷十一　后贤志（晉以後的賢人）
- 卷十二　序志

## 書籍
- （晋）常璩 《华阳国志》，济南：齐鲁书社， 2010
- 劉琳，《華陽國志校注》，成都：巴蜀書社，1984
- 任乃強，《華陽國志校補圖注》，上海：上海古籍出版社，2009